# Kepler-635
Kepler-635 eller KOI-649, är en ensam stjärna belägen i den mellersta delen av stjärnbilden Lyran. Den har en skenbar magnitud av ca 13,25 och kräver ett kraftfullt teleskop för att kunna observeras. Baserat på parallax enligt Gaia Data Release 2 på ca 0,90 mas, beräknas den befinna sig på ett avstånd på ca 3 630 ljusår (1 110 parsek) från solen. Den rör sig närmare solen med en heliocentrisk radialhastighet på ca -14 km/s.

## Egenskaper
Kepler-635 är en gul till vit stjärna i huvudserien av spektralklass F7 V. Den har en radie som är ca 1,5 solradie och har en effektiv temperatur av ca 6 200 K. Stjärnan troddes först vara variabel men fastställdes senare som stabil.

## Planetsystem
Planetsystemet innehåller en bekräftad exoplanet som upptäcktes först av Keplerteleskopet.
| Planet | Massa | Halv storaxel (AE) | Siderisk omloppstid (d) | Excentricitet | Inklination | Radie  |
| ------ | ----- | ------------------ | ----------------------- | ------------- | ----------- | ------ |
| b      | -     | -                  | 23,4497 ± 0,0001        | -             | -           | 2,6 R🜨 |